# Гейблс, Хизер
Хизер Гейблс (англ. Heather Gables; род. 6 марта 1983, Калифорния, США) — американская порноактриса.

## Биография
В детстве занималась бегом пересеченной местности, также была в школьной команде по плаванию. Окончила школу с отличием, потом училась в одном из колледжей в Калифорнийском университете. В порно пришла при содействии друга и поначалу совмещала учебу и съемки, но потом переехала в Лос-Анджелес, чтобы сосредоточиться на полную рабочую неделю.
В 2005 году она подписала контракт с Extreme Associates и изменила своё имя с Хизер Гейблс на Пэрис Гейблс из-за сходства с Пэрис Хилтон. Её первым фильмом стал «Confessions of an Anal Heiress», который был пародией на книгу Пэрис Хилтон «Признания наследницы».
По данным на 2020 год, Хизер Гейблс снялась в 223 порнофильмах.

## Премии и номинации
| Награды | Награды   | Награды                        | Награды                      | Награды    |
| Год     | Награда   | Категория                      | Фильм                        | Результат  |
| ------- | --------- | ------------------------------ | ---------------------------- | ---------- |
| 2006    | AVN Award | Лучшая сцена трио              | Choke It Down                | Номинация  |
| 2006    | AVN Award | Лучшая сцена трио              | Cum Fart Cocktails 2         | Номинация  |
| 2007    | AVN Award | Лучшая анальная сцена на видео | Weapons of Ass Destruction 4 | Номинация  |
| 2008    | AVN Award | Лучшая сцена триолизма         | Crimes of the Cunt           | Номинация. |